# Papernest
Papernest est une entreprise française de courtage rémunéré.  

## Historique
L'entreprise est fondée en avril 2015 par Philippe de la Chevasnerie et Benoît Fabre sous le nom de Souscritoo,,. 
En avril 2017, l'entreprise change de nom pour celui de Papernest et annonce une augmentation de capital de 10 millions € auprès de Partech Ventures, Idinvest Partners, Kima Ventures).
Papernest signe un partenariat avec BNP Paribas pour proposer ses services aux clients de la banque en octobre 2020. L'entreprise s'internationalise en Espagne, en Italie et au Royaume-Uni.
En février 2023, Papernest intègre l'indice French Tech 120 pour la 4e année consécutive.

## Modèle économique
Le modèle d'entreprise de Papernest est celui d'un courtier rémunéré par des fournisseurs d’électricité, de gaz, d’internet, mobile ou d'assurance, pour chaque apport d'affaires,,. 